# Omalodes tuberosus
Omalodes tuberosus är en skalbaggsart som beskrevs av Lewis 1889. Omalodes tuberosus ingår i släktet Omalodes och familjen stumpbaggar. Inga underarter finns listade i Catalogue of Life.